# Schæffergården
Schæffergården (tidligere: Jægersborghus) er et landsted på Jægersborg Allé 166 i Jægersborg opført i rokokostil 1755-1756 af hofsnedkermester Dietrich Schäffer til eget brug. Bygningen ejes af Fondet for Dansk-Norsk Samarbejde.

## Historie
Tyskfødte Schäffer var mester for datidens fornemste rokokointeriører, blandt andet i Moltkes Palæ på Amalienborg. I 1755 købte han på auktion en kavalerstald ved Jægersborg, som han lod indrette med henblik på kongeligt ophold under parforcejagterne. Ibstrup Slot var på det tidspunkt i forfald og trængte til en afløser. Schäffer lod en stor og fornem hovedbygning i rokokostil opføre i håbet om, at kongen ville købe ejendommen til lystophold, men hans vilde spekulation lykkedes ikke, og Schäffer kom tæt på en fallit på grund af byggeriet. I 1772 lykkedes det ham at sælge landstedet.
I slutningen af 1770'erne kom den unge Knud Lyhne Rahbek på ferieophold på Schæffergården. Han boede hos sin tidligere huslærer, vejkasserer Lorenz Adzer, der boede til leje i Schæffergårdens vestlige sidefløj. Ud fra sit ophold sammensatte Rahbek stemningsfulde skildringer af det rolige landliv i Jægersborgs omgivelser. Tidligere har Prins Harald, bror til Christian 10., ejet stedet. I 1920 blev Schæffergården, da kaldet Jægersborghus, købt af Ernst Michaelsen, direktør for Vacuum Oil Company. Direktør Michaelsen lod den 32-årige arkitekt Kaare Klint tilbageføre Schæffergården til sit oprindelige rokokopræg. Efter Michaelsens død overtog Michaelsen-Fondet landstedet, og i 1948 købte Fondet for Dansk-Norsk Samarbejde Schæffergården.
Senere er der tilkommet to udvidelser. I 1972 tilføjede Vilhelm Wohlert en fløj med restaurant, og i 1987 blev en fløj skabt af Skaarup & Jespersen ved arkitekt Hans Henrik Olrik.

## Villa Helene
Schæffergården omfatter også Villa Helene på hjørnet af Jægersborg Allé og Ermelundsvej. Ejendommen er en villa i en etage med mansardtag, der skylder sit nuværende udtryk en ombygning, der blev foretaget i 1918 efter arkitekt Mogens Clemmensens anvisninger.
Ejendommen blev opført ca. 1830 og blev i 1847 ved auktionsskøde erhvervet af cand.pharm. C.L. Erichsen, der i 1871 overdrog den til restauratør H. Henrichsen. Efter kun fire år blev den købt af restauratør Lars Larsen, som 1892 solgte ejendommen til professor Arnold Krog, som tilbyggede en stor veranda og lod foretage en del andre forbedringer.
I 1900 blev ejendommen overtaget af den franskfødte prinsesse Marie af Orléans, der i 1885 var blevet gift med Christian 9.s søn, Prins Valdemar. Efter den 44-årige prinsesses død i 1909 overtog Prins Valdemar ejendommen.
I 1915 blev villaen erhvervet af kaptajn i Livgarden, med tjenestested på Jægersborg Kaserne, grev Eigil Knuth. I 1918 udvidede han hovedbygningen efter arkitekt Clemmensens projekt, så huset sit nuværende udseende. Et af grev Knuths børn, der havde sin barndom på Ermelundsvej 101, var den næstældste søn af samme navn, billedhugger, forfatter, maler og grønlandsfarer, dr.phil.soc., grev Eigil Knuth, der besøgte barndomshjemmet kort tid før sin død.
Grev Knuth (den ældre) solgte allerede 1920 villaen til direktør Ernst Michaelsen. Ernst Michaelsen lod i 1920 den store grund opdele i to parceller, hvorved den nuværende Jægersborg Allé 166A blev frastykket. Derefter skænkede han grev Knuths udvidede hovedbygning og en større staldbygning, beliggende op mod skellet til Schæffergården, til Københavns kommune. Efter en ombygning anvendte kommunen komplekset til et hjem for aldersrenteberettigede ældre kvinder, fortrinsvis sådanne som i mindst 15 år havde tjent én familie. Hjemmet åbnede dørene 7. juli 1922 og havde plads til 21 husfæller. Institutionen var opkaldt efter Michaelsens mor, enkefru Helene Michaelsen, født Heyman, og det fik navnet Helene Michaelsens Hjem for ældre Kvinder.
Efter 56 år ophørte plejehjemmet i 1978, og de ældre damer blev meget mod deres vilje overført til De Gamles By i København. Ejendommen stod derefter ubenyttet i nogle år, men i 1981 blev den overtaget af Trafikministeriet, og den anvendtes af Rådet for Større Færdselssikkerhed. Hovedbygningen og den tidligere beboelseslænge, der begge er fra ca. 1830, blev fredet i 1945. Fondet for Dansk-Norsk Samarbejde købte ejendommen 1. maj 2001.